# 白衣

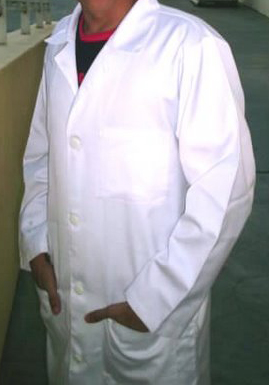

白衣（はくい、英: White Coat）は、業務等において着用する主に白色または淡色の外衣のことである。
主に医療従事者、衛生・調理従事者、実験従事者等が着用する。学校の給食配膳などの場面では児童・生徒も着用する。白衣の着用には、衛生、災害予防、制服としての機能があり、主に汚れや洗濯に強いポリエステル製の白衣が多いが、薬品や火傷や火に耐えるよう綿で作られているものもある。
「白衣」という名称の示す通り、その多くは白色であるが、必ずしも厳密に色が白に限定されるわけではない。手術時や研究者やエンジニアが着る物には青や緑の白衣も存在し、色が付いていても「白衣」と呼ぶ。
職種上の区別を付けやすくするために形状や色を分けて使用する例も見られる。例えば、ドラッグストアでは薬剤師・登録販売者・一般従事者が全員、同型同色の白衣を着ていると顧客は全ての従業員が薬剤師であると誤認する恐れが出てくる。これを回避するため、薬剤師は白いコート型白衣、登録販売者は色付きのケーシー型白衣、一般従事者はエプロンなど、形状や色で職種を区別しやすくしている場合が多い。これと同様の理由で、個人病院の事務員など、医療従事者でなくてもコート型白衣を着ることが多い職業ではピンク色の白衣を採用するなど、やはり色で職種を区別しやすくしている場合が多い。
ドイツ語では「独: Laborkittel」英語でも「英: Lab. coat」と呼ばれる。また、黒い白衣(独: Schwarzes Laborkittel)はドイツにおける伝統的な死刑執行人の服装である。

## 白衣の形

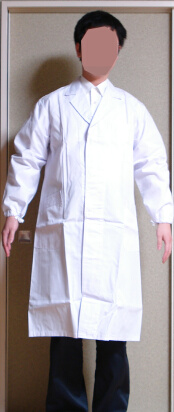
コート型の長袖の白衣

一般的には、長袖のコート型と丈の短いセパレート型のケーシー型に大別される。
長袖のコート型はラボ・コート (英: Lab. coat) とも呼ばれる。丈は膝下から脛あたりまであり、主に医療従事者に準じる業種の者などが着用する。袖口は紐で縛れるようになっている物もある。
看護師はほとんど着ないが、上着として着用することがある。コート型は汁物などから肌を防護する目的で、割烹着と並んで児童・生徒の給食配膳でも使用される。
ケーシー型は理容師の制服を発祥とする白衣であり、名称はアメリカの医療ドラマ『ベン・ケーシー』に登場した医師に由来する。外科系の医師や歯科医師など、コート型白衣の長い裾が業務の邪魔になるなどの理由でケーシー型白衣を着用する事が多い。
近年は利便性からスクラブが着用されることもある。半袖で首元はVネック、洗濯が容易で色も青やピンクを始めとした様々な色が存在する。
一般的ではないが、半袖のコート型白衣やコート型白衣に匹敵する長さの丈を持つケーシー白衣も存在する。上下組みになっている半袖のものもあり、主に看護師などの医療従事者が着用する。また医師が診察時に着用する白衣の中には、短めの丈で飾りベルトなどの装飾が付き、袖口の紐を省略したもの、ブレザー形のものなど、明らかに実用面よりもファッション性に重点を置いたものもある。
その他に、神職、巫女、皇族などが儀式を行う時や、僧侶が法衣の下に着用するものも白衣と呼ばれる。この白衣は絹、綿、麻製などで、着物状であり、その下には白襦袢を着る。また白衣には白帯を用いる。これらは夏用と合用がある。なお、この場合の白衣は「はくえ」、「びゃくい」、「びゃくえ」などと読む場合もある。

## 白衣を着る主な職業・立場
医師をはじめとする医療従事者、理系教師をはじめとする学術関係者、理工系技術者・研究者、調理師、理容師などが主に着用する。これらの職種では、白衣は事実上の制服扱いをされている場合が多い。
実験以外でも科学者や医師は制服代わりに着用しており、大学内では理系学部の学者や研究者が着用するトレードマークともなっている。一方、民間企業の研究者は作業着を着用している場合が多い。また、海外では学生実験などにおいては衣服の保護のため丈の長い防水エプロンを着用することが多いが、日本では白衣を実験着として着用するのが一般的となっている。
他の例では、銀行員が賽銭の集計をする際に着用することもあり、これは正月の時期によく報道される光景でもある。

### 一覧
ただし、以下の業種・立場の者が必ずしも同型の白衣を使用するとは限らない。

#### コート型
- 医師ラボラトリーコート
- 獣医師
- 薬剤師
- 保健師
- 栄養士
- 診療放射線技師
- 臨床検査技師
- 臨床工学技士
- 学芸員・学芸員補
- 理系研究者
- 理系技術者
- 理系教諭
- 医薬品製造工場従業員

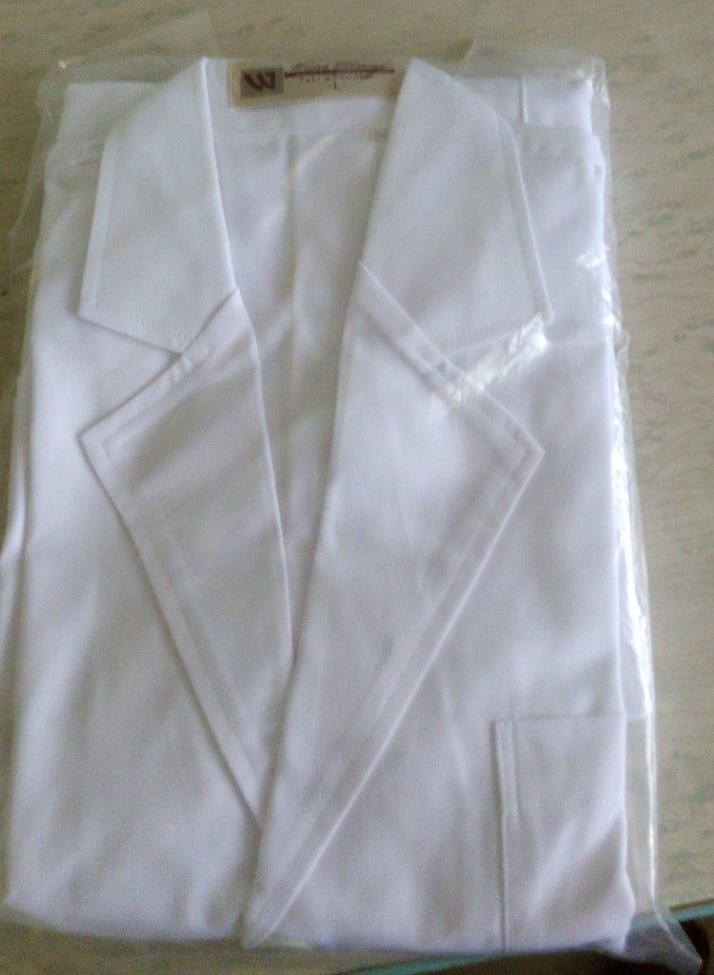
ラボラトリーコート

- 上記のいずれかを目指す実習生、専修学校生、大学生、養成校生徒など。
- 児童・生徒・学生

#### ケーシー型
- 外科系医師
- 歯科医師[注釈 3]
- 歯科衛生士
- 看護師[注釈 4]
- 助産師
- 保育士[注釈 5]
- 救急救命士
- 理学療法士
- 作業療法士
- 言語聴覚士
- 鍼灸師
- 柔道整復師
- 登録販売者[注釈 6]
- 調理師
- 理容師[注釈 7]
- エステティシャン
- あん摩マッサージ指圧師
- 食品製造工場従業員
- 上記のいずれかを目指す実習生、専修学校生、大学生、養成校生徒など。

## 主な白衣メーカー
- カゼン （旧アプロンワールド。KAZENホールディングス：法人番号：5010001188969、東京都千代田区東神田）
- ナガイレーベン
- フォーク
- 住商モンブラン
- サンペックス